# Baie Aguirre
La baie Aguirre (en espagnol : bahía Aguirre) est une petite baie située sur la péninsule Mitre, elle s'ouvre sur la mer de la zone australe (nom donné par l'Argentine et le Chili à une étendue d'eau située au sud de la Terre de Feu). Son embouchure est délimitée par le cap Hall à l'est, jusqu'à la pointe Kinnaird à l’extrémité sud du cap San Gonzalo à l'ouest. Il est situé administrativement dans le département d'Ushuaïa, dans la province de Terre de Feu, Antarctique et Îles de l’Atlantique Sud, au sud de l'Argentine.
La baie est découverte en février 1792 par le lieutenant Juan José de Elizalde et nommée ainsi en l'honneur de son cousin Juan Pedro de Aguirre.
Il existe, dans la baie, une grotte située entre la pointe Jalón et la pointe Pique, où mourut de faim le missionnaire anglican Allen Francis Gardiner avec ses compagnons apostoliques.
Une estancia porte le nom de « Bahía Aguirre », elle est située à l'ouest de Puerto Español, sur la baie. Cette estancia a été fondée par des immigrés yougoslaves et constitua pendant longtemps le seul bâtiment habité de la péninsule Mitre.